# Zastaw
Tę sekcję należy dopracować:

przedstawiono sytuację tylko z polskiej perspektywy – sekcja powinna być przekrojowa.
Pomóż ją poprawić. 
Zastaw – ograniczone prawo rzeczowe, ustanawiane w celu zabezpieczenia wierzytelności.
Najważniejszą cechą zastawu jest to, że może być ustanowiony jedynie na rzeczach ruchomych i wyjątkowo na zwierzętach (oraz na niektórych prawach zbywalnych np. akcjach, obligacjach). Ponadto, wraz z ustanowieniem zastawu powstaje więź łącząca go z wierzytelnością, którą zabezpiecza. Wraz z zaspokojeniem wierzyciela zastaw upada (jest więc prawem akcesoryjnym, a więc jego istnienie jest zależne od istnienia wierzytelności).

## Zastaw w prawie polskim

### Regulacja prawna
Zastaw w prawie polskim został uregulowany w szczególności w następujących ustawach:
- kodeksie cywilnym w art. 306–335, oraz jako ograniczone prawo rzeczowe w art. 244–251. Kodeks cywilny reguluje dwa rodzaje zastawu: zastaw na rzeczach ruchomych (art. 306–326) oraz zastaw na prawach (art. 327–335);
- ustawie z dnia 6 grudnia 1996 r. o zastawie rejestrowym i rejestrze zastawów, która reguluje zastaw rejestrowy;
- ustawie z dnia 29 sierpnia 1997 r. Ordynacja podatkowa, która w art. 41–46 reguluje zastaw skarbowy;
- ustawie z dnia 2 kwietnia 2004 r. o niektórych zabezpieczeniach finansowych, która reguluje zastaw finansowy.

### Strony stosunku zastawu
- zastawnik – wierzyciel, którego wierzytelność została zabezpieczona – przykładowo będzie to osoba, która udziela pożyczki, a jej spłatę zabezpiecza biorąc pod zastaw samochód dłużnika;
- zastawca – właściciel rzeczy, na której ustanawia się zastaw. Nie musi to być dłużnik osobisty, w momencie powstania zastawu staje się on dłużnikiem rzeczowym.

### Zastaw zwykły

#### Powstanie prawa zastawu
- na podstawie czynności prawnej (umowy),
- na mocy samego prawa.

Zastaw umowny – powstaje na podstawie umowy między właścicielem rzeczy a wierzycielem. Sama umowa nie wystarcza do powstania zastawu. Jako że ustanowienie zastawu jest czynnością realną, to konieczne jest wydanie rzeczy wierzycielowi, bądź osobie trzeciej, na którą strony się zgodziły.
Zastaw ustawowy – powstaje na mocy przepisów szczególnych, z mocy samego prawa. Przysługuje on na przykład wynajmującemu na zabezpieczenie czynszu na rzeczach ruchomych najemcy, wniesionych do przedmiotu najmu (art. 670 kc).

#### Treść prawa
Zasady ogólne
Zasady ogólne to zasady wspólne zarówno dla zastawu na rzeczy ruchomej, jak i zastawu na prawach, a wyjątkowo także na zwierzęciu.

Przedmiotem zastawu mogą być jedynie rzeczy ruchome z wyjątkiem statków morskich wpisanych w rejestrze okrętowym, niekiedy zwierzęta lub prawa, natomiast do zabezpieczenia wierzytelności na nieruchomości służy hipoteka, a w przypadku wierzytelności na statku morskim wpisanym w rejestrze okrętowym – hipoteka morska.

Prawo zastawu ma na celu zabezpieczenie wierzytelności. W przypadku gdy dłużnik nie wywiązał się ze swojego zobowiązania, przykładowo nie spłacił udzielonej mu pożyczki, wierzyciel może zaspokoić się z rzeczy (prawa) oddanego w zastaw, co należy rozumieć, że może doprowadzić do sprzedaży rzeczy (prawa) objętego zastawem w trybie egzekucji sądowej i zaspokoić się z uzyskanej sumy. Przy tym instytucja zastawu daje wierzycielowi dwa podstawowe uprawnienia:

– może zaspokoić się z rzeczy (praw) bez względu na to, czyją stała się własnością, zatem pomimo sprzedaży, darowizny czy innego rozporządzenia rzeczą wierzycielowi nadal będzie przysługiwało prawo zastawu;

– uzyskuje pierwszeństwo przed wierzycielami osobistymi właściciela rzeczy, pod warunkiem, że nie przysługuje im pierwszeństwo szczególne, takie pierwszeństwo przykładowo mają osoby, które dochodzą należności za pracę, alimenty, lub Skarb Państwa egzekwujący podatki.
Zastaw na rzeczy ruchomej
Może być on ustanowiony jedynie na rzeczach ruchomych, które nie zostały wyłączone z obiegu. Przykładowo zastawem nie mogą być objęte organy ludzkie. Obciążenie rzeczy zastawem rozciąga się również na jej części składowe oraz przynależności. Wierzyciel powinien czuwać nad zachowaniem rzeczy, którą otrzymał w zastaw, a po wygaśnięciu zastawu powinien zwrócić ją dłużnikowi. Jeżeli jednak rzecz obciążona zastawem zostaje narażona na utratę lub uszkodzenie, dłużnik ma prawo żądać złożenia rzeczy do depozytu sądowego, bądź zwrotu rzeczy za jednoczesnym ustanowieniem innego zabezpieczenia wierzytelności, bądź sprzedaży rzeczy.
Zastaw na zwierzęciu
Posiadacz gruntu może zająć cudze zwierzę, które wyrządza szkodę na gruncie, jeżeli zajęcie jest potrzebne do zabezpieczenia roszczenia o naprawienie szkody. Na zajętym zwierzęciu posiadacz gruntu uzyskuje ustawowe prawo zastawu dla zabezpieczenia należnego mu naprawienia szkody oraz kosztów żywienia i utrzymania zwierzęcia.
Zastaw na prawach
Może być on ustanowiony jedynie na prawach, które są zbywalne; przykładowo są to wierzytelności, obligacje, akcje. Prawo będące przedmiotem zastawu może polegać na uprawnieniu do żądania określonego świadczenia od osoby trzeciej. Do odbioru tego świadczenia uprawnieni są wierzyciel i dłużnik łącznie. Jeżeli zostanie ono odebrane, to zastaw na prawie przechodzi na przedmiot tego świadczenia.

#### Wygaśnięcie zastawu
Zastaw wygasa w przypadku:
- wygaśnięcia wierzytelności;
- przeniesienia wierzytelności zabezpieczonej, bez przeniesienia zastawu (art. 323 § 1 kc);
- zwrócenia przez zastawnika rzeczy zastawcy (art. 325 kc);
- rozwiązania umowy zastawu przez strony.

Po wygaśnięciu zastawu zastawnik powinien zwrócić rzecz zastawcy.

#### Zaspokojenie wierzyciela z przedmiotu zastawu
W przypadku gdy dłużnik nie wywiązał się z zobowiązania, zaspokojenie wierzytelności wierzyciela następuje według przepisów o postępowaniu egzekucyjnym. Oznacza to, że wierzyciel nie może celem zaspokojenia swojej wierzytelności sam sprzedać rzeczy ruchomej lub prawa stanowiącego przedmiotu zastawu lub zachować go dla siebie. Co do zasady wierzyciel w tym celu wnosi do sądu pozew i dopiero uzyskany prawomocny wyrok stanowi dla niego tytuł egzekucyjny. Na wniosek wierzyciela sąd nadaje wyrokowi klauzulę wykonalności, tworząc tzw. tytuł wykonawczy. Tytuł wykonawczy wraz z wnioskiem o wszczęcie egzekucji wnosi się do komornika. Wierzyciel uzyskuje zaspokojenie swojej wierzytelności dopiero z sumy uzyskanej ze sprzedaży rzeczy lub prawa przez komornika.

### Zastaw rejestrowy
- Zastaw ten został uregulowany w ustawie z dnia 6 grudnia 1996 r. o zastawie rejestrowym i rejestrze zastawów.

#### Powstanie prawa zastawu rejestrowego
Do ustanowienia zastawu rejestrowego jest wymagane zawarcie umowy o ustanowienie zastawu (tzw. zastawniczej) w formie pisemnej pod rygorem nieważności, której stronami są: osoba uprawniona do rozporządzania przedmiotem zastawu (zastawca) oraz wierzyciel, a następnie wpis tej umowy do rejestru zastawów prowadzonego przez 11 sądów rejonowych (po jednym na apelację). Sądem miejscowo właściwym dla dokonania wpisu jest sąd, w którego apelacji znajduje się miejsce zamieszkania (siedziba) zastawcy.

#### Treść prawa
Zastaw rejestrowy został uregulowany w ustawie o zastawie rejestrowym i rejestrze zastawów. Przedmiotem tego typu zastawu mogą być rzeczy ruchome (z wyjątkiem statków morskich wpisanych w rejestrze okrętowym, które mogą być jedynie przedmiotem hipoteki morskiej), zwierzęta, jak również prawa (z wyjątkiem tych, które mogą być przedmiotem hipoteki jak np. użytkowanie wieczyste, spółdzielcze prawo do lokali).
Jeżeli zastaw rejestrowy ma być ustanowiony na pojeździe mechanicznym podlegającym rejestracji, zastaw ten zostaje również odnotowany w dowodzie rejestracyjnym pojazdu.
W odróżnieniu od zastawu z kodeksu cywilnego rzeczy ruchome jak i papiery wartościowe czy dokumenty, z których wynikają prawa, mogą być pozostawione w posiadaniu dłużnika. Zastawem rejestrowym można zabezpieczyć jedynie wierzytelność pieniężną wyrażoną w pieniądzu polskim lub walucie obcej.

#### Wygaśnięcie prawa
Zastaw rejestrowy wygasa, w szczególności w przypadku:
- zaspokojenia zabezpieczonej nim wierzytelności;
- rozwiązania umowy zastawniczej przez jej strony;
- wykreślenie zastawu rejestrowego z rejestru zastawów.

W przypadku wygaśnięcia zastawu rejestrowego podlega on wykreśleniu z rejestru zastawów na wniosek zastawcy bądź zastawnika bądź osoby, która nabyła przedmiot zastawu rejestrowego.

### Pozostałe rodzaje zastawu
- zastaw skarbowy: to instytucja funkcjonująca w prawie podatkowym, mająca na celu zabezpieczenie należności podatkowych lub celnych.
- zastaw finansowy: zastaw ustanawiany na środkach pieniężnych, wierzytelnościach kredytowych oraz instrumentach finansowych zgodnie z ustawą o niektórych zabezpieczeniach finansowych.

## Zastaw w systemie prawa common law
W systemie prawa common law zastaw (lien) tak samo jak w prawie polskim ma na celu zabezpieczenie rzeczowe wierzytelności. Przy tym rozróżnia się dwa rodzaje zastawu: zastaw zwykły (general lien) oraz zastaw specjalny (special lien). W praktyce najczęściej spotykanym jest zastaw specjalny. W zastawie tym zastawca (the lienor) nie wydaje przedmiotu zastawu zastawnikowi (the lienee). Natomiast do skuteczności powstania zastawu zwykłego konieczne jest wydanie przedmiotu zastawu zastawnikowi.
W systemach prawa anglosaskiego common law pojęcie zastawu (lien) jest szersze, gdyż może również obejmować zastaw na nieruchomości, w związku z jej ulepszeniami, który może zostać wpisany na jej hipotekę.
Przykładem jest legislacja ustanawiająca ustawowo Zastaw Mechanika (Mechanic's lien) dla zabezpieczenia wartości pracy i materiałów użytych przez mechanika do naprawy samochodu, na tym samochodzie.
W szerszym rozumieniu, ustawy o zastawie mechanika, zwane również ustawami o zastawie wykonawcy mają zastosowanie wobec wykonawców prac budowlanych, dostawców materiałów budowlanych, którym ustawy o zastawie wykonawcy, zastawie budowlańca pozwalają, w ciągu określonego okresu od zasadniczego zakończenia prac budowlanych (substantial completion) na wpisanie wierzytelności na hipotekę nieruchomości, na której wykonywali pracę, lub do ulepszenia której dostarczali materiały budowlane, jeśli nie otrzymali zapłaty w całości za wykonaną dotąd pracę.
Zasadnicze zakończenie prac budowlanych jest przy tym określone w ustawie o zastawie wykonawcy dla różnych branż, poprzez osiągnięcie określonego procentu realizacji prac, mierzonego wysokością wynagrodzenia określonego umową pomiędzy inwestorem władającym nieruchomością, a wykonawcą. Ustawy o zastawie wykonawcy określają również pewien procent zapłaty – „zatrzymanie” (retainage, holdback), którą inwestor ma obowiązek wstrzymać przy progresywnych opłatach za wykonane dotąd roboty, zwykle 10% do 15%, w zależności od stanu, lub prowincji, do czasu osiągnięcia momentu zasadniczego zakończenia prac budowlanych. „Zatrzymanie ustawowe” (statutory holdback) to fundusz na bezpośrednią zapłatę przez właściciela nieruchomości podwykonawcom i dostawcom, na wypadek niewypłacalności głównego wykonawcy, lub uchybienia przez niego zapłaty podwykonawcom i dostawcom. (Inwestor może również wstrzymać wypłaty w przypadku braku postępu robót, lub niedoróbek, co jest czynnością odrębną od zatrzymania ustawowego zapłaty).
Na wniosek wykonawcy, określony umową  przedstawiciel inwestora, zwykle główny projektant, robi obchód budowy w celu stwierdzenia, iż rzeczywiście budowa osiągnęła etap realizacji określany zasadniczym zakończeniem prac budowlanych. Pomaga mu w tym dokument wymagany zwykle umową – „Zestawienie Wartości” (Schedule of Values), który rozdziela ustaloną umową zapłatę pomiędzy poszczególne etapy prac, z punktu widzenia podwykonawców, wyszczególniając ich wartość, a przedstawiany przez głównego wykonawcę do zatwierdzenia przez głównego projektanta przed przystąpieniem do robót.
Po zatwierdzeniu przez inwestora, za poradą głównego projektanta osiągnięcia zasadniczego zakończenia prac budowlanych i otrzymaniu przez inwestora od generalnego wykonawcy kompletu oświadczeń, że w pełni opłacił wszystkich dostawców i podwykonawców, których listę również musiał dostarczyć przed rozpoczęciem prac, inwestor ma obowiązek „wypłacić zatrzymanie” (release of holdback), czyli resztę należnej zapłaty za wykonaną dotąd pracę. Zwykle, dla zatwierdzenia podania głównego wykonawcy o osiągnięciu zasadniczego zakończenia prac budowlanych, inwestor będzie wymagał również uzyskania przez wykonawcę pozwolenia na użytkowanie obiektu (occupancy permit) od właściwego urzędu. Zapłata w całości następuje po całkowitym zakończeniu prac budowlanych (final completion) – zwykle chodzi o ostatnie 1,5% do 3% wartości umowy.
Oświadczenia o opłaceniu podwykonawców i dostawców są wcześniej dostarczane przez głównego wykonawcę wraz z podaniami o progresywne zapłaty za część robót już wykonanych. Przedstawiciel inwestora: główny projektant, inspektor nadzoru inwestorskiego, potwierdza wówczas zgodność faktycznego stanu zaawansowania robót, z opisanym w podaniu o zapłatę progresywną, a inwestor, na tej podstawie, uiszcza częściową zapłatę. O ile brak zapłaty podwykonawcom prowadzi do konfliktu rozstrzyganego prawem o umowach, o tyle fałszywe poświadczanie ich zapłaty na oświadczeniach składanych inwestorowi (na typowych drukach) prowadzi do ścigania karnego i pozbawienia wolności.
W tym procesie nieopłaceni podwykonawcy i dostawcy mają kilkudziesięciodniowe okno czasu, od momentu stwierdzenia zasadniczego zakończenia prac budowlanych, na złożenie w sądzie wpisu  niewypłaconej należności na hipotekę nieruchomości której dotyczyły prace budowlane, celem zaspokojenia zastawu wykonawcy (caveat). Właściciel nieruchomości może odwołać się do sądu. Wierzyciel może wystąpić do sądu o egzekucję zobowiązania z hipoteki na nieruchomości (foreclosure). 